# Rolf Schimpf
Rolf Schimpf (Berlin, 1924. november 14. – München, 2025. március 22.) német színész.

## Életpályája
A második világháborúban a Sturmartillerie katonai egységben szolgált, ahol súlyos fejsérülése volt. A háború vége után először kereskedelmi szakmát tanult az  esslingeni Hengstenberg cégben. Majd hallgatóként váltott egy stuttgarti drámaiskolára. A színészi képzés befejezése után különféle színházakban játszott, többek között a luzerni városi színházban (1959/60) és a berni városi színházban (1960–1962).
Elsősorban a televízióban látták az 1950-es évek végétől. Legismertebb szerepe Leo Keress főfelügyelő volt Az Öreg című krimisorozatban, amit 222 epizódon keresztül alakított 1986 és 2007 között, valamint 2009-ben.
Rolf Schimpfnek volt egy fia (* 1962) az első házasságtól, aki Észak -Európában él. 1968 -tól feleségül vette Ilse Zielstorff (1935–2015) színésznőt.

## Filmek, tévésorozatok
| Év              | Eredeti cím                                          | Magyar cím             | Szerep              | Magyar hang      | Megjegyzések                                                    |
| --------------- | ---------------------------------------------------- | ---------------------- | ------------------- | ---------------- | --------------------------------------------------------------- |
| 1958            | Der kaukasische Kreidekreis                          | A kaukázusi krétakör   |                     |                  | televíziós film                                                 |
| 1958            | Glaube, Liebe, Hoffnung                              |                        |                     |                  |                                                                 |
| 1964–1966       | Hafenpolizei                                         |                        |                     |                  | televíziós sorozat, 3 epizód                                    |
| 1964            | Kommissar Freytag                                    |                        |                     |                  | televíziós sorozat, 1 epizód                                    |
| 1964            | Fernfahrer                                           |                        |                     |                  | televíziós sorozat, epizód: Die Kontrolle                       |
| 1965            | Die eigenen vier Wände                               |                        |                     |                  | televíziós film                                                 |
| 1965            | Gestatten, mein Name ist Cox                         |                        |                     |                  | televíziós sorozat, epizód: Springen gehört zum Handwerk        |
| 1965            | Die Unverbesserlichen                                |                        |                     |                  | televíziós sorozat, 1 epizód                                    |
| 1966            | Preis der Freiheit                                   |                        |                     |                  |                                                                 |
| 1966            | Intercontinental Express                             |                        |                     |                  | televíziós sorozat, epizód 2: Die Puppe mit dem Porzellankopf   |
| 1967            | Polizeifunk ruft                                     |                        |                     |                  | televíziós sorozat, epizód: Gefährlicher Spaziergang            |
| 1967            | Bürgerkrieg in Rußland                               |                        | Karl Radek          |                  | ötrészes                                                        |
| 1967            | Dreizehn Briefe                                      |                        |                     |                  | televíziós sorozat                                              |
| 1968            | Cliff Dexter                                         |                        |                     |                  | televíziós sorozat, epizód: Tod auf dem Golfplatz               |
| 1968            | Hafenkrankenhaus                                     |                        | dr. Kettelhacke     |                  | televíziós sorozat                                              |
| 1968            | Vier Stunden von Elbe 1                              |                        | Klaus Starke        |                  |                                                                 |
| 1968            | Feldwebel Schmid                                     |                        |                     |                  |                                                                 |
| 1969            | Ida Rogalski                                         |                        | Werner Rogalski     |                  | televíziós sorozat                                              |
| 1969–1972       | Dem Täter auf der Spur                               |                        | különböző szerepek  |                  | televíziós sorozat, 2 epizód                                    |
| 1970            | Die Kriminalerzählung                                |                        | Mr. Smith           |                  | televíziós sorozat, 1 epizód                                    |
| 1970            | Das Chamäleon                                        |                        |                     |                  |                                                                 |
| 1970            | Der Polizeiminister                                  |                        | Réal                |                  |                                                                 |
| 1971            | Kolibri                                              |                        |                     |                  |                                                                 |
| 1971            | Tatort                                               | Tetthely               | Preuss              |                  | 6. epizód: Frankfurter Gold                                     |
| 1972            | Adele Spitzeder                                      |                        |                     |                  |                                                                 |
| 1972            | Privatdetektiv Frank Kross                           |                        |                     |                  | televíziós sorozat, 2. epizód: Gefüllte Pralinen                |
| 1972            | Verrat ist kein Gesellschaftsspiel                   |                        | Bulle               |                  |                                                                 |
| 1972            | Percy Stuart                                         |                        |                     |                  | televíziós sorozat, 1 epizód                                    |
| 1973            | Die Powenzbande                                      |                        |                     |                  |                                                                 |
| 1973            | Hamburg Transit                                      |                        |                     |                  | televíziós sorozat, epizód: Zwölf Wochen umsonst                |
| 1973            | Die Kriminalerzählung                                |                        | Bloomer             |                  | televíziós sorozat, 1 epizód                                    |
| 1974            | Härte 10                                             |                        |                     |                  | televíziós sorozat, 1 epizód                                    |
| 1974            | Okay S.I.R.                                          |                        |                     |                  | televíziós sorozat, epizód: Schutzengel                         |
| 1974            | Tatort                                               | Tetthely               |                     |                  | 46. epizód: Férfi a 22-es szobából                              |
| 1974            | Graf Yoster gibt sich die Ehre                       |                        |                     |                  | televíziós sorozat, epizód: Der Papageienkäfig                  |
| 1974–1978       | Lokalseite unten links                               |                        |                     |                  | televíziós sorozat, 2 epizód, különböző szerepek                |
| 1975            | Kommissariat 9                                       |                        |                     |                  | televíziós sorozat, epizód: Ich bin ein Europäer                |
| 1975            | Hoftheater                                           |                        |                     |                  | televíziós sorozat, 9. epizód: Warum weinen Sie, Mörder Müller? |
| 1975            | Autoverleih Pistulla                                 |                        |                     |                  | televíziós sorozat, 1 epizód                                    |
| 1975            | Kommissariat 9                                       |                        |                     |                  | televíziós sorozat, 1 epizód                                    |
| 1976            | Inspektion Lauenstadt                                |                        | dr. Bode orvos      |                  | televíziós sorozat, 4 epizód                                    |
| 1976            | Tatort                                               | Tetthely               | pénzhordó           |                  | 59. epizód: A szemtanú                                          |
| 1976            | Aus nichtigem Anlaß                                  |                        |                     |                  |                                                                 |
| 1977            | Es muß nicht immer Kaviar sein                       | Nem kell mindig kaviár | Brenner             |                  | 13-részes mini sorozat                                          |
| 1978–1979       | Ein Kapitel für sich                                 |                        |                     |                  | televíziós sorozat                                              |
| 1978–1984       | SOKO 5113                                            |                        | „Waldi“ Zellmann    |                  | televíziós sorozat, 33 epizód                                   |
| 1979            | Achtung Zoll!                                        |                        | Bärwald             |                  |                                                                 |
| 1979            | Tator                                                | Tetthely               | államügyész         |                  | 95. epizód: Az elakadt golyó                                    |
| 1979            | Lena Rais                                            |                        | rendőr              |                  |                                                                 |
| 1979            | Die Protokolle des Herrn M.                          |                        | vasúti rendőr       |                  | 13-részes mini sorozat                                          |
| 1980–1981       | Achtung Zoll!                                        |                        | Bärwald             |                  | televíziós sorozat, 4 epizód                                    |
| 1980            | Tatort                                               | Tetthely               | orvosszakértő       |                  | 108. epizód: Nem gyerekjáték                                    |
| 1980–1982       | Aktenzeichen XY... ungelöst                          |                        | különböző szerepek  |                  | (televíziós sorozat, 5 epizód                                   |
| 1981–1982       | Büro, Büro]                                          |                        | Gabi apja           |                  | televíziós sorozat, 1. évad)                                    |
| 1981            | I. O. B. – Spezialauftrag                            |                        |                     |                  | televíziós sorozat, 22. epizód                                  |
| 1982            | Zwei Tote im Sender und Don Carlos im PoG            |                        | maszkmester         |                  |                                                                 |
| 1982            | Die unsterblichen Methoden des Franz Josef Wanninger |                        |                     |                  | televíziós sorozat, 1 epizód                                    |
| 1982            | Beim Bund                                            |                        |                     |                  | televíziós sorozat, 1 epizód                                    |
| 1983            | Die Krimistunde                                      |                        |                     |                  | televíziós sorozat, 1 epizód                                    |
| 1983            | Die Geschwister Oppermann                            |                        | Schlüter            |                  |                                                                 |
| 1983            | Tatort                                               | Tetthely               | rendőrségi laboráns |                  | 144. epizód: Mord ist kein Geschäft                             |
| 1983            | Der Sheriff von Linsenbach                           |                        |                     |                  |                                                                 |
| 1983            | Der Androjäger                                       |                        | Niedermajer rendőr  |                  | televíziós sorozat, 21. epizód                                  |
| 1983            | Nesthäkchen                                          |                        | iskolaigazgató      |                  | televíziós sorozat                                              |
| 1984            | Mensch Bachmann                                      |                        | Rudolf Bachmann     |                  | televíziós sorozat                                              |
| 1985            | Sterne fallen nicht vom Himmel                       |                        |                     |                  |                                                                 |
| 1986            | Es muss nicht immer Mord sein                        |                        |                     |                  | televíziós sorozat, 1 epizód                                    |
| 1986            | Die Schwarzwaldklinik                                | A klinika              | Dr. Basler          | Velenczey István | televíziós sorozat, 3 epizód                                    |
| 1986–2007, 2009 | Der Alte                                             | Az Öreg                | Leo Kress           |                  | televíziós sorozat, 101.–322. és 340. epizód                    |
| 1988            | Drei D                                               |                        |                     |                  |                                                                 |
| 1991            | Die liebe Familie                                    |                        |                     |                  | televíziós sorozat, 300. epizód                                 |
| 1992            | Babylon – Im Bett mit dem Teufel                     |                        |                     |                  |                                                                 |
| 1998            | Derrick                                              |                        | Leo Kress           |                  | televíziós sorozat, epizód 281: A búcsúajándék                  |
| 2004            | Tatort                                               | Tetthely               | miniszter           |                  | 571. epizód: Bienzle und der steinerne Gast                     |
| 2009            | Sturm der Liebe                                      | Szerelem vihara        |                     |                  | televíziós sorozat, 4 epizód                                    |
| 2010            | Mondreise                                            |                        |                     |                  | rövidfilm                                                       |
| 2011            | Achtung Baby!                                        |                        |                     |                  |                                                                 |

## Fordítás
- Ez a szócikk részben vagy egészben  a   Rolf Schimpf című német Wikipédia-szócikk ezen változatának fordításán alapul.  Az eredeti cikk szerkesztőit annak laptörténete sorolja fel. Ez a jelzés csupán a megfogalmazás eredetét és a szerzői jogokat jelzi, nem szolgál a cikkben szereplő információk forrásmegjelöléseként.